# NSLU2
NSLU2 er en lille filserver lavet af firmaet Linksys. Det er muligt at tilslutte to USB 2.0-harddiske til boksen og dele filer på et lokalt netværk. NSLU2 kører et modificeret Linux-operativsystem. NSLU2 har et avanceret webinterface, hvor der blandt andet kan konfigureres bruger- og gruppetilladelser samt netværksopsætning. Den deler filer over netværket via Windows fildelingsprotokollen.
| Hardware | Spire Denne artikel om computere og anden hardware er en spire som bør udbygges. Du er velkommen til at hjælpe Wikipedia ved at udvide den. |